# Henrik Latvijski
Henrik Latvijski (latvijsko Latviešu Indriķis, estonsko Läti Henrik, latinsko Henricus de Lettis, nemško Heinrich von Lattland), znan tudi kot Henrik Livonski, je bil duhovnik, misijonar in zgodovinar, * 1187, † okoli 1259.
Napisal je Henrikovo kroniko Livonije, ki opisuje pokristjanjevanje ozemelj, ki so danes del Latvije in Estonije, med severnimi križarskimi vojnami. 

## Biografija
Kronika omenja, da je bil Henrik rimskokatoliški duhovnik in priča večine opisanih dogodkov. Rojen naj bi bil okoli leta 1187 v Magdeburgu. Po narodnosti je bil verjetno Nemec, vendar ga mnogi zgodovinarji imajo za Latvijca, vzgojenega v nemški družini. Nemce dosledno imenuje "mi", čeprav je možno, da je prihajal iz Livonije. Imel je temeljito nemško in katoliško izobrazbo ter bil v mladosti povezan z dvorom riškega knezoškofa Alberta Buxhoevedenskega (ok. 1165–17. januar 1229). Leta 1208 je bil posvečen v duhovnika, ustanovil župnijo in tam živel v miru. 
Henrikova kronika Livonije, napisana okoli leta 1229, je napisana s cerkvenega vidika, tako da je bolj zgodovina Cerkve kot zgodovina Livonije kot take. Kronika je morda nastala kot poročilo papeškemu legatu Viljemu Modenskemu, kateremu je bil med letoma 1225 in 1227 dodeljen kot tolmač. Legat, eden takrat  najsposobnejših diplomatov papeštva, je bil poslan v Livonijo, da bi posredoval v notranjem cerkvenem sporu med Livonskimi brati meča in ozemeljskimi zahtevami katoliških škofov Livonije. 
V dokumentih, objavljenih leta 1231 in 1259, je bil Henrik omenjen kot duhovnik. Umrl je po letu 1259 v Rubeneju, star vsaj 72 let. V Rubeneju je živel vsaj do leta 1259, ko so ga zaslišali kot pričo v sporu o mejah med nadškofijo in Livonskimi brati meča pri jezerih Burtnieks in Salaca. V tem času so ga imenovali "gospod Henrik iz župnije Papendorf" (latinsko dominus Hinricus plebanus de Papendorpe).

## Sklic
1. ↑  Tamm, Marek; Kaljundi, Linda; Jensen, Carsten Selch (22. april 2016). Crusading and Chronicle Writing on the Medieval Baltic Frontier: A Companion to the Chronicle of Henry of Livonia (v angleščini). Routledge. str. iv. ISBN 978-1-317-15679-6.